# Тайлаково (Ханты-Мансийский автономный округ)
Тайлаково — деревня в России, находится в Сургутском районе, Ханты-Мансийского автономного округа — Югры. Входит в состав сельского поселения Угут.

## Население
| 2010 |
| ---- |
| 96   |

## Климат
Климат резко континентальный, зима суровая, с сильными ветрами и метелями, продолжающаяся семь месяцев. Лето относительно тёплое, но быстротечное.